# À fleur de mer
Pour plus de détails, voir Fiche technique et Distribution.
À fleur de mer (À Flor do Mar) est un film portugais réalisé par João César Monteiro, sorti en 1986.

## Synopsis
Laura et ses enfants passent leurs vacances dans une maison de famille au bord de l'océan, au Portugal, avec ses deux belles-sœurs. On apprend qu'elle vient de perdre son mari, artiste peintre, et vit désormais à Rome. Lors d'une baignade, Laura aperçoit un bateau pneumatique de sauvetage avec à son bord un homme blessé et un revolver. Sans poser aucune question, malgré les informations annonçant l'assassinat du Palestinien Issam Sartawi (en) au Portugal, elle le recueille dans la maison, le soigne et l'héberge. Mais ce nouvel inconnu va perturber la quiétude du séjour de Laura et de la famille.

## Fiche technique
Sauf indication contraire, les informations mentionnées dans cette section peuvent être confirmées par la base de données cinématographiques IMDb,  présente dans la section « Liens externes ».
- Titre : À fleur de mer
- Titre original : À Flor do Mar
- Réalisation : João César Monteiro
- Scénario : João César Monteiro
- Son : Joaquim Pinto
- Pays d'origine :  Portugal
- Langues originales : portugais, anglais, français, italien et allemand
- Format : couleurs - 1,66:1 - 35 mm
- Genre : drame
- Durée : 143 minutes
- Dates de sortie :
  - Portugal : 2 octobre 1986 (première à la Cinémathèque portugaise) ; 11 septembre 1987 (festival de Figueira da Foz Film) ; 19 mars 1991 (première à la télévision) ; 28 juin 1996 (sortie en salles)
  - France : 24 février 1993

## Distribution
- Laura Morante : Laura Rossellini
- Philip Spinelli : Robert Jordan
- Manuela de Freitas : Sara, la belle-sœur de Laura (l'aînée)
- Teresa Villaverde : Rosa, l'autre belle-sœur de Laura
- Georges Claisse : Antoine
- Sérgio Antunes : Roberto, le fils de Laura
- Rita Figueiredo : Maria,la fille de Laura
- Conceição Senna : Amélia, la bonne
- Haddy Moss : chef des assaillants
- João César Monteiro : Stavroguine, un des assaillants
- Gerd Volkmar : un des assaillants
- Frederick Ooms : un des assaillants